# Papyrus Abbott

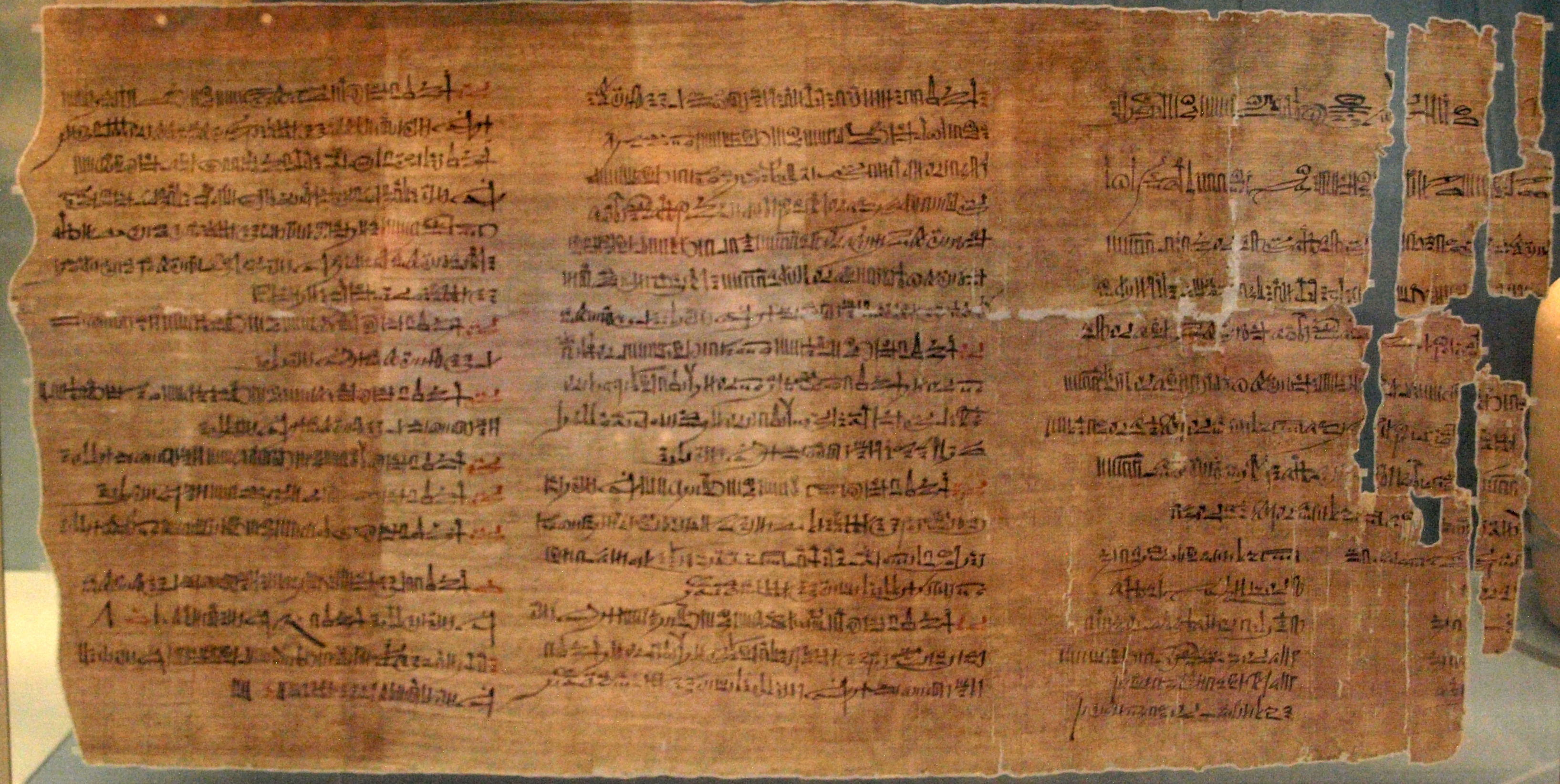
Der Papyrus Abbot

Der Papyrus Abbott ist ein Papyrus aus dem Alten Ägypten. Wie der Papyrus Harris I enthält er Verhandlungen über Grabräuberei. Er datiert in das 16. Regierungsjahr von Ramses IX., 20. Dynastie (Neues Reich).
Benannt wurde der Grabräuberpapyrus nach Dr. Henry William Charles Abbott (1812–1859), der ihn 1857 in Kairo kaufte. Seine Herkunft ist unbekannt. Der 2,18 Meter lange und 42,5 cm breite Papyrus befindet sich heute unter der Inventarnummer EA 10221 im British Museum in London.
Das Hauptdokument besteht aus sieben Seiten auf der Vorderseite. Der Papyrus ist in gutem Zustand.